# Macaranga griffithiana
Macaranga griffithiana är en törelväxtart som beskrevs av Johannes Müller Argoviensis. Macaranga griffithiana ingår i släktet Macaranga och familjen törelväxter. Inga underarter finns listade i Catalogue of Life.